# صندوق الأوبك للتنمية الدولية
صندوق أوبك للتنمية الدولية (صندوق أوبك) هو مؤسسة تمويل إنمائي حكومية دولية أنشأتها الدولُ الأعضاءُ في منظمة البلدان المصدِّرة للبترول (أوبك) في عام 1976. وقد طُرحت فكرةُ إنشاء أوفيد في مؤتمر ملوك ورؤساء دول البلدان الأعضاء في أوبك، الذي عُقد في الجزائر العاصمة، بالجزائر، في آذار/مارس 1975. وصدر عن المؤتمر إعلانٌ رسميٌّ «أكَّد مجدَّدًا على التضامن الطبيعي الذي يُوحِّد ما بين بلدان أوبك وسائر البلدان النامية في سعيها الدؤوب إلى التغلُّب على مشكلة التخلُّف الإنمائي»، ودعا إلى اتِّخاذ التدابير الكفيلة بتعزيز التعاون بين هذه البلدان.
ويهدف صندوق أوبك إلى تعزيز التعاون المالي بين البلدان الأعضاء في منظمة أوبك وسائر البلدان النامية، من خلال تقديم الدعم المالي للفئة الأخيرة في سعيها نحو التقدُّم الاجتماعي والاقتصادي. وتتمثَّل المهمة المركزية للمؤسسة في تعزيز الشراكة بين بلدان الجنوب والبلدان النامية الشقيقة في جميع أنحاء العالم، بهدف القضاء على الفقر. ويقع المقر الرئيسي لصندوق أوبك في فيينا، النمسا. والمدير العام الحالي هو عبد الحميد الخليفة من المملكة العربية السعودية. وهو يشغل حاليًّا ولاية منصبه الأولى في صندوق أوبك ، بعد أن تم انتخابه بالإجماع من قبل أعلى سلطة في المؤسسة، وهي المجلس الوزاري.

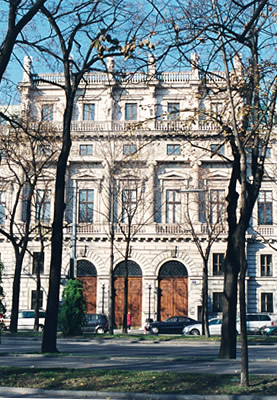
مقر أوفيد، فيينا، النمسا

## مقر صندوق أوبك
كان مقر صندوق أوبك  (الكائن في شارع الرينغ في المنطقة الأولى بفيينا) القصر السكني للأرشيدوق النمساوي فيلهلم فرانتس كارل. وقد بُني بين عامي 1864 و1868 وفقًا لتصميم معماري من تيوفيل فون هانسن. وقد بِيعَ القصر إلى منظمة الفرسان الألمانية (منظمة فرسان تويتون) في عام 1870 واستُخدم كمقر للسيد الكبير، وهي رتبة كان الدوق أويغين آخر من تولاها. وبدءًا من عام 1894، استُخدم القصر مقرًّا ’للسادة الكبار‘ و’السادة الألمان‘، وأُطلقت عليه تسمية قصر السادة الألمان (Deutschmeister-Palais). وفي عام 1938، وبعد تفكُّك منظمة الفرسان الألمانية، استولت ألمانيا الوطنية الاشتراكية (النازية) على المبنى، ثمَّ في عام 1942، تمَّ تسليمه إلى سلطات الشرطة. وبين عامي 1945 و1975، كان القصر مقرًّا لشرطة فيينا. وبعد فترة ’ما بين العهدين‘، أصبح المبنى مِلكاً لصندوق أوبك.

## الخلفية التاريخية
في أعقاب قمة أوبك الأولى التي عُقدت في الجزائر العاصمة، بالجزائر، في آذار/مارس 1975، أعربت البلدان الأعضاء عن التزامها بمساعدة البلدان النامية من خلال مرفق مالي جماعي. ونتيجة لذلك، اجتمع وزراء مالية البلدان الأعضاء وأنشأوا صندوق الأوبك الخاص في عام 1976، الذي يمكن للبلدان الأعضاء من خلاله توجيه المعونات للبلدان النامية. وقد بدأ صندوق الأوبك الخاص عملياته في عام 1976، بموارد أوَّلية بلغت حوالي 800 مليون دولار من دولارات الولايات المتحدة. وحتى نهاية عام 1977، قدَّم الصندوق 71 قرضًا إلى 58 بلدًا ناميًا، ووجَّه تبرُّعات من البلدان الأعضاء فيه إلى مؤسسات إنمائية أخرى، من بينها صندوق النقد الدولي والصندوق الاستئماني والصندوق الدولي للتنمية الزراعية (إيفاد).
ونتيجة لأدائه الناجح، قرَّرت البلدان الأعضاء في عام 1980 تحويل المرفق المؤقَّت إلى كيان قانوني دائم يُسمَّى صندوق الأوبك للتنمية الدولية؛ وأصبح وكالةً إنمائيةً دوليةً دائمةً في أيار/مايو 1980.

## الدول الأعضاء
يضم صندوق أوبك 12 بلدًا عضوًا، وهي: إكوادور، الإمارات العربية المتحدة، إندونيسيا، إيران (جمهورية-الإسلامية)، الجزائر، العراق، غابون، فنزويلا، المملكة العربية السعودية، الكويت، ليبيا، ونيجيريا. وقد أعادت إكوادور تنشيط عضويتها في حزيران/يونيه 2014 بعد غياب دام 22 عامًا.

## وسائل التمويل
يقدِّم صندوق أوبك المساعدات المالية من خلال عدد من الطرائق، مع توزيعها بين أنواع مختلفة من المعونات التي تتغيَّر مع مرور الزمن حسب تطوُّر الظروف في البلدان المتلقِّية وتغيُّر احتياجاتها. وقد شملت أساليب التمويل ما يلي:
•  تقديم المساعدات المالية بشروط ميسَّرة على شكل قروض للمشاريع والبرامج الإنمائية ولدعم موازين المدفوعات وكذلك لتمويل التجارة الدولية؛
•  المشاركة في تمويل أنشطة القطاع الخاص في البلدان النامية؛
•  تقديم المنَح دعمًا للمساعدات التقنية، والمعونات الغذائية، والبحوث والأنشطة المماثلة، والإغاثة الإنسانية في حالات الطوارئ؛
•  المساهمة في موارد المؤسسات الإنمائية الأخرى التي يعود نشاطها بالنفع على البلدان النامية؛
•  العمل كذراع للبلدان الأعضاء في أوبك في الساحة المالية الدولية حيثما تقتضي الظروفُ عملاً جماعيًّا.

## الموارد المالية
تتكوَّن مواردُ صندوق أوبك من التبرُّعات التي تقدِّمها البلدان الأعضاء فيها، ومن الاحتياطيات التراكمية المتأتِّية من مختلف عمليات المؤسسة. وقد تمَّ في حزيران/يونية 2011 الموافقة على تجديد للموارد بقيمة 1 بليون دولار من دولارات الولايات المتحدة من قِبل السلطة العليا للمؤسسة، وهي المؤتمر الوزاري، كاستجابة مباشرة للاحتياجات المتزايدة للبلدان النامية والتأثير السلبي الناشئ عن الأزمة المالية على اقتصاداتها.

## المستفيدون من صندوق أوبك
من حـيث المبدأ، يحقُّ لجميع البلدان النامية، تلقِّي المساعدات من صندوق أوبك . بيد أنَّ أقلَّ البلدان نموًّا تحظى بالأولوية الأعلى وقد حصلت على أكثر من نصف التزامات المؤسسة التراكمية حتى الآن. كما يحقُّ للمؤسسات الدولية التي تعود أنشطتها بالنفع على البلدان النامية تلقِّي المساعدات. وتُستبعد البلدان الأعضاء في صندوق أوبك من الاستفادة من المساعدات، إلاَّ في حالة الإغاثة في حالات الكوارث أو في إطار برنامج إقليمي. وعلى مرِّ السنين، وسع صندوق أوبك وجوده في 134 بلدًا، منها 53 في أفريقيا، و43 في آسيا، و31 في أمريكا اللاتينية والكاريبي، و7 في أوروبا.

## أنشطة صندوق أوبك

### مجالات التركيز[14]
• الزراعة:
ساعد التمويل على زيادة إنتاج المحاصيل والإنتاج الحيواني، وكذلك على تحسين البنية التحتية الريفية، مثل شبكات الرَّي ومرافق تخزين العلف الحيواني. كما تمَّ تقديم الدعم للمساعدة على تعزيز البحوث الزراعية.
• التعليم:
ساعد التمويل المقدَّم من صندوق أوبك على بناء المدارس وإعادة تأهيلها وشراء المعدات والمواد التعليمية، فضلاً عن توفير تدريب للمعلِّمين. ورعى أوفيد أيضًا حضور مشاركين من البلدان النامية في العديد من المؤتمرات وحلقات العمل.
• الطاقة:
دعم صندوق أوبك، بصفته شريكًا رئيسيًّا في مبادرة الأمم المتحدة للطاقة المستدامة للجميع، مشاريع في مجال الطاقة تمتدُّ من البنية التحتية وتوفير المعدات إلى البحوث وبناء القدرات.
• القطاع المالي:
كان الدعم المقدَّم لهذا القطاع في المقام الأوَّل هو توجيه الأموال للمنشآت الصغرى والصغيرة والمتوسطة الحجم عن طريق الوسطاء الماليين، مثل بنوك التنمية الوطنية والإقليمية والبنوك التجارية وشركات التأجير التمليكي.
• الصحة:
شمل الدعم المقدَّم بناء وتحديث المستشفيات والعيادات الصحية وغيرها من البنى التحتية. كما تمَّ بناء القدرات لبرامج الرعاية الصحية الأوَّلية وتقديم الدعم لها. وصندوق أوبك شريك فاعل أيضًا في الجهود العالمية لمكافحة فيروس نقص المناعة البشرية/الأيدز من خلال برنامج المنَح الخاص.
• الصناعة:
استفاد من التمويل الذي يقدِّمه صندوق أوبك جميع القطاعات الفرعية، بما في ذلك مواد البناء والصلب والأسمدة والمواد الكيميائية.
• متعدِّد القطاعات:
يشمل هذا القطاع التعهُّدات التي تتقاطع مع أكثر من قطاع واحد، وكثيرًا ما يدعم أنشطة صناديق الاستثمار الاجتماعي، التي عادةً ما تكون مشاريعها مدفوعةً بالطلب على المستوى المحلي وتتَّسم بعنصر قوي من المشاركة المجتمعية.
• الاتصالات:
تمَّ تقديم معظم التمويل لهذا القطاع في إطار مرفق القطاع الخاص التابع صندوق أوبك، وشمل التمويل مشغِّلي شبكات الهواتف النقَّالة في أفريقيا وآسيا.
• النقل:
لم يزل مستوى الدعم الذي يقدِّمه صندوق أوبك لهذا القطاع عاليًا على الدوام، ويمتدُّ من بناء وإعادة تأهيل الطرق والموانئ البحرية والمطارات إلى السكك الحديدية والممرَّات المائية الداخلية والنقل الجماعي الحضري.
• إمدادات المياه والصرف الصحي:
ساعد صندوق أوبك على تمويل مجموعة واسعة من العمليات للمساعدة على توفير مياه الشرب النظيفة وأنظمة الصرف الصحي المأمونة. وتمتدُّ هذه العمليات من المشاريع الكبيرة لتخزين المياه ومعالجتها وتوزيعها إلى توفير مضخَّات المياه للقرى والمراحيض المدرسية، فضلاً عن مشاريع لتحسين استخدام المياه في المناطق القاحلة.

## مبادرة الطاقة من أجل الفقراء
انبثقت مبادرة الطاقة من أجل الفقراء عن الإعلان الرسمي لقمة أوبك الثالثة، التي انعقدت في الرياض في تشرين الثاني/نوفمبر 2007. وقد دعا الإعلان إلى القضاء التام على الفقر إلى مصادر الطاقة باعتبار ذلك أولويةً عالميةً، وحثَّ الإعلان صندوق أوبك على تكثيف جهوده لدعم هذا الهدف. وقد أطلق مبادرة الطاقة من أجل الفقراء الملك عبد الله بن عبد العزيز عاهل المملكة العربية السعودية في حزيران/يونية 2008، واعتمدها صندوق الأوبك لاحقًا كبرنامج رائد لديه.
ومنذ عام 2008، عمل أوفيد صندوق أوبك بلا كلل من أجل دفع مسألة الفقر إلى مصادر الطاقة إلى صدارة جدول الأعمال الدولي، وكان مسؤولاً عن القبول العالمي للقضاء على الفقر إلى مصادر الطاقة باعتباره الهدف «المفقود» في الأهداف الإنمائية للألفية.
وفي حزيران/يونية 2012، أصدرت البلدان الأعضاء في صندوق أوبك إعلانًا وزاريًّا بشأن الفقر إلى مصادر الطاقة وكرَّست مبلغًا متجدِّدًا بقيمة مليار من دولارات الولايات المتحدة كحدٍّ أدنى لتمويل مبادرة الطاقة من أجل الفقراء. ووفقًا لذلك، يزيد صندوق أوبك حجم عملياته في قطاع الطاقة، بالتعاون مع جميع أصحاب المصلحة ذوي الصلة.

## صندوق أوبك ومبادرة الأمم المتحدة للطاقة المستدامة للجميع
نتيجة لجهود صندوق أوبك الرفيعة المستوى في مجال الدعوة إلى المناصرة، فإنَّه شريك أساسي في مبادرة الطاقة المستدامة للجميع. ولهذه المبادرة ثلاثة أهداف: تحقيق حصول الجميع على الطاقة المستدامة، ومضاعفة كفاءة استخدام الطاقة، ومضاعفة حصة الطاقة المتجدِّدة، وينبغي تحقيق هذ الأهداف جميعها بحلول عام 2030. ويَعتبر صندوق أوبك مبادرته الخاصة بالطاقة من أجل الفقراء مكمِّلة لأهداف الطاقة المستدامة للجميع.

### عمليات القطاع العام
يمثِّل إقراضُ القطاع العام الركيزةَ الرئيسية لعمليات صندوق أوبك، من حيث إنَّه يستأثر بأكثر من ثُلثي المجموع التراكمي للالتزامات. وتُنفَّذ هذه العمليات بتعاون مباشر مع حكومات البلدان الشريكة من أجل دعم استراتيجياتها الإنمائية الوطنية. والقروض التي يقدِّمها صندوق أوبك للقطاع العام ذات شروط ميسَّرة وأسعار فائدة منخفضة وفترات سداد طويلة. وتستند شروط الإقراض إلى عدَّة عوامل، تشمل نصيب الفرد من الدخل القومي الإجمالي لكلِّ بلد شريك. كما يشمل إقراضُ القطاع العام مساهمةَ صندوق أوبك في مبادرة البلدان الفقيرة المثقلة بالديون.

### عمليات القطاع الخاص
أُنشئ مرفق القطاع الخاص في عام 1998 استجابةً لتزايد الطلب بين البلدان الشريكة على الاستثمار في القطاع الخاص، الذي يُنظر إليه على نحو متزايد  باعتباره محرِّك النمو الاقتصادي والاجتماعي. وهذا المرفق هو نافذة تمويل موجَّه نحو السوق يلبِّي الطلب على التمويل في البلدان النامية من أجل دعم استراتيجياتها لتنمية القطاع الخاص. ويسعى المرفق إلى تعزيز التنمية الاقتصادية من خلال تشجيع نمو مؤسسات القطاع الخاص الإنتاجية في البلدان النامية ودعم تطوير أسواق رأس المال المحلية. وتحفِّز التدخُّلات الناجحة النمو الاقتصادي وتولِّد فرص العمل والدخل، وبالتالي تحدُّ من الفقر.

### مرفق تمويل التجارة
أُنشئ مرفق صندوق أوبك لتمويل التجارة في عام 2006 من أجل توسيع نطاق الوسائل المتاحة لدى صندوق أوبك للتخفيف من حدَّة الفقر وتعزيز التنمية الاقتصادية. وهو مرفق منفصل ونافذة إضافية لدعم البلدان النامية المؤهَّلة في جهودها الرامية إلى تحقيق النمو والازدهار. ويبحث المرفق عن المعاملات التي تكون سليمةً من النواحي الإنمائية والبيئية والاجتماعية، ويطبِّق مبادئ الائتمان وفقًا للممارسات المعيارية، ويضع أهدافًا معقولةً للعائد تستند إلى السوق. وقد استُخدم التمويل الذي يقدِّمه مرفق تمويل التجارة لدعم استيراد/تصدير مجموعة متنوِّعة من السلع/القطاعات، تشمل النفط والقطن والصلب والمنتجات الغذائية الاستراتيجية والملابس والمعدات.

### المِنَح
يتمُّ تقديم المنح، إلى حدٍّ بعيد، على أساس نوع المشروع ونتائجه المتوقَّعة؛ وعدد المستفيدين؛ والحالة الاجتماعية والاقتصادية للبلد المتلقِّي. ويتضمَّن برنامجُ المنَح البرامجَ الفرعية التالية:
• المساعدات التقنية:
تُقدَّم للمشاريع الإنمائية الوطنية والإقليمية التي تهدف إلى تعزيز التنمية المستدامة والحدِّ من الفقر. وتشمل هذه المشاريعُ مجموعةً واسعةً من قطاعات التنمية، مع إيلاء النساء والأطفال أولويةً عاليةً.
•   البحوث وأنشطة مماثلة:
تدعم الأنشطةَ التي تزيد من التعاون فيما بين بلدان الجنوب وبين الشمال والجنوب، وخاصة في مجال تبادل الخبرات وتعزيز بناء القدرات، بما في ذلك تنمية الموارد البشرية.
• معونات الإغاثة في حالات الطوارئ:
تهدف إلى المساعدة على التخفيف من معاناة ضحايا الكوارث، وتشمل أولئك الموجودين في البلدان الأعضاء في صندوق اوبك. ويتمُّ توجيه المساعدات من خلال وكالات الإغاثة المتخصِّصة.
• برنامج الصحة الخاص:
ما زال صندوق أوبك منذ عام 2002 شريكًا فاعلاً في الجهود العالمية لمكافحة فيروس نقص المناعة البشرية/الأيدز؛ بيد أنَّ هذا التركيز تحوَّل الآن إلى إدراج سائر الأمراض التي يمكن الوقاية منها، بما في ذلك السل والملاريا والأمراض التي تنقلها المياه. كما يستهدف البرنامجُ الأمراضَ غير المُعدِية، مثل السرطان والسُّكري وأمراض القلب، التي هي أكثر انتشارًا في البلدان النامية الفقيرة.
• برنامج المنَح لفلسطين:
يدعم هذا البرنامجُ أنشطةَ التنمية المستدامة في الضفة الغربية وقطاع غزَّة، وكذلك الإغاثة الإنسانية في أوقات الأزمات. كما يلبِّي الاحتياجات في مخيَّمات اللاجئين في البلدان المجاورة.
• الفقر إلى مصادر الطاقة:
تدعم محفظةُ الطاقة برنامجَ صندوق أوبك الرائد «مبادرة الطاقة من أجل الفقراء»، وتركِّز على تقديم حلول مبتكرة في شكل مشاريع متوسطة وصغيرة الحجم في مجال الافتقار إلى مصادر الطاقة، تُوجَّه في المقام الأوَّل إلى المجتمعات الريفية التي لا تغطِّيها الشبكة الكهربائية.
• المساعدات الغذائية.

## المساهمات في المنظمات الأخرى

### الصندوق المشترك للسلع الأساسية
الصندوق المشترك للسلع الأساسية هو مؤسسة مالية حكومية دولية مستقلَّة أُنشئت في إطار الأمم المتحدة. ويقدِّم صندوق أوبك الدعمَ للصندوق منذ عام 1981، وقد أتاح ما مجموعه 83.6 مليون دولار من دولارات الولايات المتحدة لدعم المؤسسة. وقد مكَّن الحساب الأوَّل، الذي تبلغ قيمته 37.2 مليون دولار من دولارات الولايات المتحدة، 38 بلدًا من أقلِّ البلدان نموًّا من استكمال سداد اشتراكاتها في الحساب الأوَّل لرأسمال الصندوق المشترك للسلع الأساسية. وبنهاية عام 2014، كان صندوق أوبك قد وقَّع اتفاقات مع 37 بلدًا من هذه البلدان.
وتمَّ الالتزام، «في إطار الدعم المالي» وفي إطار الحساب الثاني البالغ مجموعه 46.4 مليون دولار من دولارات الولايات المتحدة، بمبلغ 37.9 مليون دولار من دولارات الولايات المتحدة لدعم 57 مشروعًا للسلع الأساسية في 52 بلدًا؛ 32 منها في أفريقيا و14 في آسيا وستة في أمريكا اللاتينية. والمشاريع المؤهَّلة لتلقِّي الدعم المالي هي تلك التي تركِّز على السلع الأساسية وتغطِّي سلسلة القيمة من الإنتاج إلى الاستهلاك، ويستفيد منها الفقراء.

### الصندوق الدولي للتنمية الزراعية (إيفاد)
أدَّى صندوق أوبك دورًا هامًّا في إنشاء الصندوق الدولي للتنمية الزراعية (إيفاد)، إذ وجَّه مساهمات بقيمة 861.1 مليون دولار من دولارات الولايات المتحدة من البلدان الاعضاء في أوبك نحو رأس المال الأوَّلي للوكالة والتجديد الأوَّل له. ومنذ إنشاء إيفاد، حافظت الدول الأعضاء في أوبك على تقديم دعمها الراسخ للوكالة، مساهمةً في المزيد من التجديدات من مواردها. وبالإضافة إلى ذلك، قدَّم أوفيد نفسه مبلغًا آخر بقيمة 20 مليون دولار من دولارات الولايات المتحدة كمساهمة خاصة من موارده الخاصة.

### الصندوق الاستئماني التابع لصندوق النقد الدولي
تمَّ عبر صندوق أوبك تحويل موارد مالية تبلغ قيمتها 110 ملايين دولار من دولارات الولايات المتحدة من قِبل عدد من الدول الأعضاء في أوبك إلى الصندوق الاستئماني الذي أُنشئ في أيار/مايو 1976 والذي يديره صندوق النقد الدولي. وتمثِّل هذه المواردُ الأرباحَ العائدةَ على سبعة من هذه البلدان من بيع الذهب الذي كان صندوق النقد الدولي يحتفظ به نيابةً عنها، وتمَّ تخصيصها لتقديم مساعدات بشروط ميسَّرة لدعم ميزان المدفوعات للبلدان الأعضاء في صندوق النقد الدولي المؤهَّلة المنخفضة الدخل.